# Abri Blood Mountain
L'abri Blood Mountain, en anglais Blood Mountain Shelter, est un refuge de montagne américain à la frontière du comté de Lumpkin et du comté d'Union, en Géorgie. Construit par le Civilian Conservation Corps vers 1937, cet édicule en pierre naturelle et de style rustique est situé à environ 1 357 mètres d'altitude au sommet de Blood Mountain, dans les montagnes Blue Ridge. Protégé au sein de la forêt nationale de Chattahoochee et de la Blood Mountain Wilderness, il est inscrit au Registre national des lieux historiques depuis le 9 janvier 2013. On y accède par le sentier des Appalaches.